# Поль, Леонард
Леонард «Лео» Поль (нем. Leonhard «Leo» Pohl; 18 июля 1929, Алленштейн, Германия — 23 апреля 2014, Пфунгштадт, Германия) — западногерманский легкоатлет, бронзовый призёр летних Олимпийских игр в Мельбурне (1956) в эстафете 4×100 м.

## Спортивная карьера
Выступал за легкоатлетический клуб TSV Pfungstadt. Выступая на чемпионатах ФРГ, дважды становился серебряным призёром: в 1954 г. — на дистанции 100 м, а в 1955 г. — в забеге на 200 м. В 1957 г. был третьим призёром в спринте на 200 м.
На чемпионате Европы по легкой атлетике в Берне (1954) занял четвёртое место на 100-метровке. В эстафете 4×100 метров и в забеге на 200 м выбыл в предварительном раунде.
На летних Олимпийских играх в Мельбурне (1956) в составе немецкой эстафетной команды с результатом 40,3 сек. стал обладателем бронзовой медали в эстафете 4×100 м. Также дошел до полуфинала на спринтерской дистанции 200 м.